# NSS-9
NSS-9 ist ein kommerzieller Kommunikationssatellit der SES World Skies mit Sitz in Den Haag (vormals SES New Skies).

## Missionsverlauf
Im November 2006 gab SES New Skies bekannt, dass sie den Raumfahrtkonzern Orbital Sciences mit dem Bau eines neuen Kommunikationssatelliten für ihre Flotte beauftragt hatten. Dieser Satellit, NSS-9, wurde am 12. Februar 2009 auf einer Ariane-5-Trägerrakete vom Raumfahrtzentrum Guayana zusammen mit Hotbird 10 in einen geostationären Transferorbit gebracht. Von dort aus erreichte er seine geosynchrone Umlaufbahn durch Zünden seines Bordmotors, wo er bei 177° West stationiert wurde. Er versorgt Nordamerika, Französisch-Polynesien, die Cook-Inseln, Australien, Neuseeland, Neukaledonien, Vanuatu, Fiji, Tonga, Samoa und weitere Inseln im Pazifik sowie Ostasien mit Bild- und Datendiensten.

## Technische Daten
Orbital Sciences baute den Satelliten auf Basis ihres STAR-2-Satellitenbusses und rüstete ihn mit 44 C-Band-Transpondern aus. Seine zwei großen Solarmodule und Batterien sollen die Nutzlast mit ca. 2,3 Kilowatt Strom versorgen. NSS-9 ist dreiachsenstabilisiert und besitzt eine geplante Lebensdauer von 15 Jahren.